# Cmentarz przycerkiewny w Podhorcach
Cmentarz przycerkiewny w Podhorcach – nekropolia w Podhorcach, utworzona na potrzeby miejscowej ludności unickiej w XVIII w., użytkowana do ok. 1875.

## Historia i opis
Data powstania cmentarza nie jest znana. Najprawdopodobniej powstał w połowie XVIII w. jeszcze na potrzeby parafii unickiej w sąsiedztwie miejscowej cerkwi. Przestał być używany niedługo po erygowaniu nowego cmentarza parafii prawosławnej, powstałej wskutek likwidacji unickiej diecezji chełmskiej w 1875.
Na początku lat 90. XX wieku na terenie nekropolii jedynym w całości zachowanym nagrobkiem był grobowiec rodzinny z 1869. Jest to nagrobek małżonki i dzieci unickiego kapłana Antoniego Lebiedyńskiego. Poza tym zachowały się kilka uszkodzonych nagrobków. Inskrypcje na nagrobkach wykonane zostały w języku cerkiewnosłowiańskim. Na cmentarzu rosną lipy, brzozy, klony i topole.